# Gakona (Alaska)
Gakona ist ein census-designated place im Copper River Census Area von Alaska. Die Ortschaft liegt an der Mündung des Gakona Rivers in den Copper River am Tok Cut-Off, wenige Kilometer östlich des Richardson Highways. Südöstlich grenzt der Wrangell-St.-Elias-Nationalpark an das Gemeindegebiet.

## Geschichte
Ureinwohner Alaskas vom Volk der Ahtna lebten bereits vor bis zu 7000 Jahren in den Niederungen des Copper Rivers. Gakona wurde lange als Lager für Holz und Fisch genutzt und wurde später zu einer festen Siedlung.

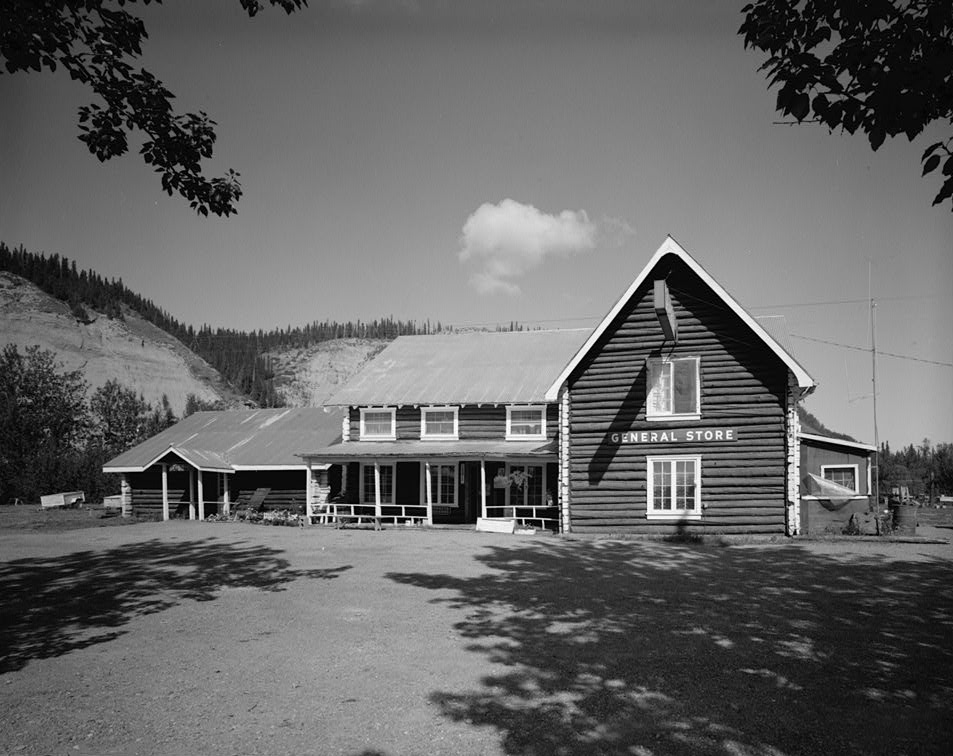
Roadhouse in Gakona

1904 wurde Doyle's Roadhouse an der Kreuzung der Valdez-Eagle und Valdez-Fairbanks-Wege (Valdez Trail) gebaut. Neben dem Rasthaus entstanden eine Post, eine Postkutschenstation und eine Hufschmiede in Gakona. Einige dieser Gebäude stehen noch heute. Die 1929 errichtete Gakona Lodge wurde in das National Register of Historic Places aufgenommen und zeigt Fundstücke aus der Goldgräberzeit vom Ende des 19. Jahrhunderts.
Nordöstlich von Gakona liegt seit 1993 die Anlage des HAARP, einem zivilen und militärischen Forschungsprogramm, bei dem hochfrequente elektromagnetische Wellen zur Untersuchung der oberen Atmosphäre eingesetzt werden.
Mit dem Native Village of Gakona existiert eine staatlich anerkannte Ureinwohnergruppe in der Ortschaft. Knappe 20 % der Einwohner Gakonas sind Ureinwohner oder deren Nachkommen.